# Sura (Lykien)
Koordinaten: 36° 14′ 38,5″ N, 29° 56′ 41,3″ O
Sura war eine antike Orakelstätte des Apollon Surios an der Küste Lykiens, sie befindet sich am Ortsrand von Yuva Köyü, einem Vorort von Demre (dem antiken Myra) in der Provinz Antalya in der Türkei. Hier befand sich das in der Antike berühmte Fischorakel des Apollon.
Der antike Schriftsteller Athenaios beschreibt in seinem „Gastmahl der Gelehrten“ (Deipnosophistai) den Ablauf des Orakels: Am Ufer des Meeres befinde sich ein heiliger Bezirk des Apollon und dort am Strand ein Strudelbecken. Der Orakelsuchende bringt zwei hölzerne Spieße mit jeweils zehn Stücken gebratenen Fleisches und wirft sie in das Becken. Dann füllt sich das Becken mit Salzwasser und eine Fülle von Fischen der verschiedensten Arten strömt in das Becken. Ein prophetes zählt die Zahl und die Arten der am Fleisch nagenden Fische auf und dieser Aufzählung entsprechend gibt der Orakelpriester dem Fragenden die Antwort des Orakels. Nicht nur die Anzahl, sondern auch die Größe der einzelnen Exemplare und die Vielzahl der vertretenen Arten sei ganz erstaunlich. 
Athenaios zitiert dann das 10. Buch der „Geographoumena“ des Artemidor von Ephesos, wonach sich dort eine Süßwasserquelle am Strand befinde und es die Mischung aus Salz- und Süßwasser in diesem Strudel sei, die den außergewöhnlichen Fischreichtum an dieser Stelle erkläre. Die Einheimischen würden die Erstlinge von Fleisch und Feldfrucht auf Holzspieße stecken und dort opfern. Außerdem hätte sowohl der dortige Hafen als auch die Orakelstätte den Namen Dinos (δῖνος „Wirbel“) von diesem Strudel.
Einen etwas anderen Verlauf schildert Plinius der Ältere in seiner „Naturgeschichte“. Ihm zufolge werden die Fische durch dreimaliges Blasen einer Flöte zu den Becken gelockt. Wenn sie das ihnen zugeworfene Fleisch gierig aufschnappen, sei das als gutes Omen gedeutet worden, hätten sie es aber mit der Schwanzflosse weggeschoben, wäre es ein schlechtes Zeichen gewesen.
Reste der Orakelstätte sind nicht erhalten, nur Felsausschneidungen, vermutlich von Wohnungen der Priester oder Behausungen von Orakelsuchenden, sind noch sichtbar. In der Nähe befinden sich die Reste zweier byzantinischer Kirchen.